# پیل زامبونی

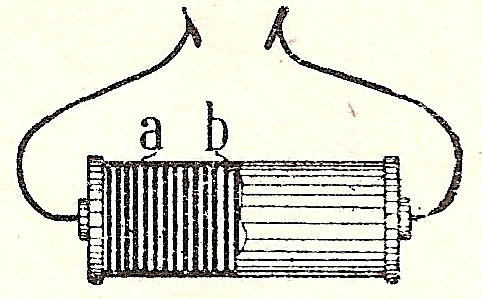
نمایی از شماتیک ساختار پیل زامبونی

پیل زامبونی(به انگلیسی: Zamboni pile) گونه‌ای از سلول اولیه بود که نخستین بار در سال ۱۸۱۲ توسط دانشمند ایتالیایی جوزپه زامبونی اختراع گردید. در این پیل از صفحات روی، نقره و کاغذی به همراه الکترولیت‌هایی از منگنز اکسید و عسل استفاده شده است که می‌تواند ولتاژی در حدود ۰٫۸ ولت ایجاد نماید.